# Hipposideros madurae
Hipposideros madurae là một loài động vật có vú trong họ Dơi nếp mũi, bộ Dơi. Loài này được Kitchener & Maryanto miêu tả năm 1993.